# Moringa arborea
Moringa arborea е вид растение от семейство Moringaceae. Видът е световно застрашен, със статут Уязвим.

## Разпространение
Разпространен е в Кения.